# کالامازو (میشیگان)
کالامازو بزرگترین شهر جنوب غربی ایالت میشیگان ایالات متحده آمریکاست.
این شهر میان دیترویت و شیکاگو قرار دارد.
دانشگاه میشیگان غربی در این شهر است .

## نگارخانه

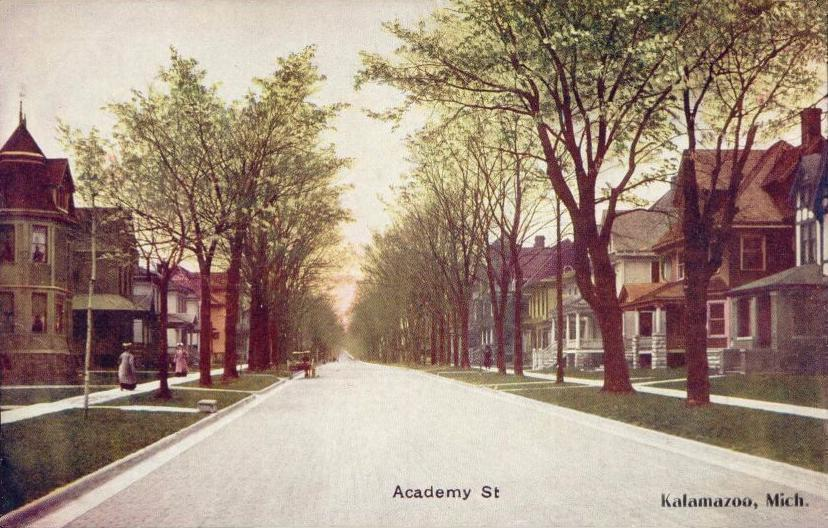

خیابان آکادمی، کالامازو، سال ۱۹۰۸ میلادی